# Гудимов, Павел Владимирович
Па́вел Влади́мирович Гуди́мов (укр. Павло Володимирович Гудімов; род. 12 октября 1973, Львов) — украинский музыкант, коллекционер произведений искусства, арт-менеджер. Наиболее известен как бывший участник группы «Океан Ельзи».
Получил образование во Львовском лесотехническом институте по специальности «ландшафтный архитектор». С 1991 года активно занимается музыкой.
Основные направления деятельности и увлечения:
- современный дизайн и архитектура, современное искусство (выступает куратором и организатором выставок украинских художников);
- музыка (творческий руководитель и фронтмен, гитарист группы «Гудімов»);
- общественная деятельность (президент общественной организации «Сердце, не спи»[1]).

## Музыкант

### Клан Тишины

#### Начало
Группа «Клан тишины» была образована в 1992 году. Все четверо музыкантов — Андрей Голяк, Павел Гудимов, Денис Глинин, Юрий Хусточка — родом со Львова. Павел и Андрей учились в одной школе, а уже после, во время учёбы в университете, Андрей познакомился с Денисом, а когда зашёл вопрос о бас-гитаристе, взяли своего знакомого — Юру.
Первые репетиции проходили в актовом зале «Водоканал-треста» на ул. Зелёная. Первые два года репетиций прошли в этом помещении, однако однажды над актовым залом прорвало бак и по стенам полилась вода. Актовый зал закрыли на ремонт, временно перенесли репетиции в офис отца Юрия в Стрыйском парке. Потом Павел устроил выступление группы на студенческом фестивале «Весна Лесотеха». «Клану Тишины» предложили стать штатной группой факультета ландшафтной архитектуры, благодаря чему группа смогла получить помещение для репетиций группы в общежитии Лесотехнического на первом этаже над столовой, причем прямо за тонкими стенками жили студенты.
«Клан тишины» играл разнообразную музыку: от арт-рока до акустических баллад и панка. Выступали сначала на «квартирниках», потом в школах и на студенческих фестивалях, потом ДК — по львовским меркам достаточно много. Основными зрителями были друзья.
Летом 1994 года «Клан тишины» знакомится с Святославом Вакарчуком благодаря общей подруге Асе. Она уезжала на ПМЖ в Германию и пригласила их всех на свои проводы. Павел, Святослав и Денис начали играть и исполнять песни «The Beatles» и «Doors». «Было достаточно весело», поэтому решили продолжить общение после летнего отпуска.
Тем же летом, после свадьбы Андрея Голяка и из-за внутренних противоречий внутри коллектива, Андрей покидает группу, а квартет становится трио.

### Океан Ельзи

#### Основание группы
С июля 1994 года Денис Глинин, Павел Гудимов, Юрий Хусточка и Святослав Вакарчук создают новый коллектив. Группа просидела в старой репетиционной базе вплоть до отъезда в Киев.
Первый альбом записывается во Львове на студии «Галвокс» в 1994 году. 12 января 1995 года вместе с группой Павел выступает перед 7-ми тысячной аудиторией на сцене у Львовского театра оперы и балета, в том же году, вместе с коллективом, снимается в первом клипе группы на песню «Long time ago» и побеждает на фестивале «Червона Рута».
За несколько лет работы группа плавно влилась в украинский шоу-бизнес и с 1996 года посыпались выгодные предложения: «Таврийские игры-96» и «Рок-экзистенция-97», в сентябре 1996 г. ОЕ выступает на одном фестивале с Deep Purple, в августе-сентябре 1997 г. ОЕ отправляется в тур «Шоу на дороге» по городам Украины.
В 1998 году участники группы переезжают из Львова в Киев, начинается новый этап развития. С хитом «Там, де нас нема» группа входит на российский музыкальный рынок, начиная своё шествие с фестиваля «Максидром-99», а песня «Коли тебе нема» становится саундтреком фильма «Брат-2». С 2001 года началась работа по развитию «бренда», появились новые контракты, туры по городам Украины и России, концертные выступления в Западной Европе.

#### Уход из группы
25 марта 2005 года Павел Гудимов выпускает сольный альбом «Трампліни». 5 мая 2005 года на своем сайте Павел сообщил о вынужденном уходе из группы «Океан Ельзи». По официальному заявлению группы, с Павлом была утрачена творческая связь, и коллектив продолжает свою деятельность в новом составе.

#### Выступления «Золотого состава»
Несмотря на выход из состава группы, Павел Гудимов время от времени выступает на одной сцене вместе с «золотым составом». Такие выступления состоялись дважды: в 2013-м, на Майдане Незалежности во время Революции Достоинства, и в 2014, во время выступления группы «Океан Ельзи» на «НСК Олимпийский» в честь двадцатилетия коллектива.

### Гудімов

#### Музыкальная деятельность
После вынужденного ухода из группы «Океан Ельзи» Павел бросает все силы на развитие своего проекта «Гудімов». В состав группы также входят Денис Левченко и Вячеслав Васильев. Группа быстро набирает обороты и становится одной из известных, ведущих и узнаваемых групп Украины. Через год, в июле 2006 года группа дает первый концерт в Москве.

#### Книга рекордов Гиннесса
1 апреля 2005 года группа «Гудімов» побила мировой рекорд, сняв, смонтировав и показав в прямом эфире за короткое время клип на свою песню «Коротка розмова». В этот день представителями Книги рекордов Гиннесса был вручен диплом, который подтверждает «чистоту нового рекорда». Вместе со съемочной группой телеканала М1 был побит предыдущий рекорд, который составлял 3 часа 46 минут. Благодаря этому, Павел Гудимов становится первым представителем украинской культуры, который попал в Книгу рекордов Гиннесса — новое рекордное время составляет 3 часа 28 минут.

#### Альбомы
В 2007 году выходит второй альбом — «Монополія». Последний концерт группы состоялся в 2013 году, после чего творческая деятельность коллектива была приостановлена.

## Гудимов Арт Проект
C 2007 года является владельцем и куратором арт-центра «Я Галерея», расположенного в Киеве в районе Подола. Кроме этого, с 2010 года вторая «Я Галерея» открыла свои двери в Днепре.
Основное направление работ Павла — современный дизайн и архитектура, современное искусство.
В галерее часто проходят выставки художников Украины, России и стран Прибалтики.
Также является владельцем издательства «Артбук», специализирующегося на литературе для искусствоведов, и дизайнерского бюро «Я дизайн».

## Список примечаний
1. ↑  ГО "Серце, не спи" (укр.). YouControl — сервіс перевірки контрагентів. Архивировано 16 июля 2019 года.
2. ↑  У мережі показали фото першого складу “Океан Ельзи” 1994 року. (укр.). ВІКНА (23 января 2018). Дата обращения: 16 июля 2019. Архивировано 16 июля 2019 года.
3. 1 2 3  Український Центр - Освітньо-Інформаційний Портал Для Українців - Бібліотека, Галерея, Форум (укр.). www.ukrcenter.com (2011). Дата обращения: 15 июля 2019. Архивировано 28 июля 2019 года.
4. ↑  Інформація про групу Океан Ельзи - 1996 (укр.). Океан Ельзи. www.okeanelzy.com. Дата обращения: 16 июля 2019. Архивировано 17 сентября 2017 года.
5. ↑  Трампл:ни :: gudimovmusic.com. www.gudimovmusic.com. Дата обращения: 15 июля 2019. Архивировано 1 января 2019 года.
6. ↑  Інформація про групу Океан Ельзи - 2005 (укр.). Океан Ельзи. www.okeanelzy.com. Дата обращения: 16 июля 2019. Архивировано 15 января 2018 года.
7. ↑  Бессараб, Денис. Океан Эльзы: Мы расстались с Гудимовым не из-за денег или женщин. Obozrevatel. Дата обращения: 15 июля 2019. Архивировано 15 июля 2019 года.
8. ↑  "Золотий склад" Океану Ельзи на Євромайдані. www.gudimovmusic.com (19 декабря 2013). Дата обращения: 15 июля 2019. Архивировано 20 апреля 2019 года.
9. ↑  Алексей Бондаренко. Вище неба: творческий пик главной рок-группы страны. Океан Ельзи на НСК «Олимпийском». LiRoom (24 июня 2014). Дата обращения: 15 июля 2019. Архивировано из оригинала 26 августа 2017 года.
10. ↑  команда :: gudimovmusic.com (укр.). www.gudimovmusic.com. Дата обращения: 15 июля 2019. Архивировано 20 апреля 2019 года.
11. ↑  "Коротка розмова" гитариста "Океана Ельзы" - самая "короткая" в мире. Цензор.НЕТ. Цензор.НЕТ (2 апреля 2005). Дата обращения: 15 июля 2019. Архивировано 15 июля 2019 года.
12. ↑  Гітарист Океану Ельзи потрапив до Книги Рекордів Гіннеса (укр.). Обозреватель (2 апреля 2005). Дата обращения: 15 июля 2019. Архивировано 15 июля 2019 года.
13. ↑  Монопол:я :: gudimovmusic.com (укр.). www.gudimovmusic.com. Дата обращения: 15 июля 2019. Архивировано 31 декабря 2018 года.
14. ↑  Концерт групи Гудімов на відкритті ресторан-пабу «The Gas Station» у Львові (укр.). www.gudimovmusic.com. Дата обращения: 16 июля 2019. Архивировано 15 июля 2019 года.
15. ↑  Гудімов. Гудімов арт-проект (укр.). Я Галерея. Я Галерея. Дата обращения: 16 июля 2019. Архивировано 30 апреля 2019 года.
16. ↑  Історія. Про арт-центр (укр.). Я Галерея. Дата обращения: 15 июля 2019. Архивировано 30 апреля 2019 года.
17. ↑  Артбук. Гудімов арт-проект (укр.). Я Галерея. Дата обращения: 16 июля 2019. Архивировано 30 апреля 2019 года.